# Foreign Beggars
Foreign Beggars — британский музыкальный коллектив в жанрах хип-хоп и дабстеп. Группа образована в 2002 году.
Состав проекта: Orifice Vulgatron (MC), Metropolis (MC), DJ Nonames and Dag Nabbit. В 2013 году нидерландский проект Noisia и участники проекта Foreign Beggars (Orifice Vulgatron и Metropolis) создали совместный проект I Am Legion.
Foreign Beggars начали выпуск нескольких синглов и альбомов на лейбле Dented Records. В 2011 году они выпустили на лейбле Never Say Die «The Harder They Fall» EP. Следующую серию разнообразных синглов для лейбла mau5trap, в 2012 году группа выпустила свой новый альбом The Uprising. В рамках празднования выхода альбома, Foreign Beggars устроили тур по Великобритании и Северной Америке, чтобы продемонстрировать свой новый материал.

## История
Orifice Vulgatron и Dag Nabbit встретились в Дубае, играя в метал, гранж и инди группе ещё в 1993 году. Позже образовали группу в стиле хип-хоп в 1996/1997 и вскоре начали участвовать в драм-н-бейс-вечеринках и рейвах. Dag Nabbit переехал в Норвегию в 1998 году, Orifice Vulgatron в Лондон в 1999 году, оба продолжали работать над проектом. Дуэт перегруппировался в Лондоне, создали студию и продолжили продвижение.
DJ Nonames также встретился с Metropolis в университете в 2000 году. Они вскоре присоединились хип-хоп и фанк группе и начали устраивать вечеринки и гастролировать. Orifice Vulgatron был представлен Nonames через DJ Gizroc. К концу 2002 Orifice Vulgatron и Dag Nabbit решили выпустить проект Foreign Beggars на их собственном лейбле Dented Records и начали выступать и записывать наряду с DJ Nonames, "Метрополис" и битбоксер Shlomo.